# Chokio, Minnesota
Chokio, Minnesota (енгл. Chokio) град је у америчкој савезној држави Минесота.

## Демографија
По попису из 2010. године број становника је 400, што је 43 (-9,7%) становника мање него 2000. године.
| Група             | 2000.       | 2010.       |
| Белци             | 441 (99,5%) | 396 (99,0%) |
| Афроамериканци    | 0 (0,0%)    | 0 (0,0%)    |
| Азијати           | 0 (0,0%)    | 1 (0,3%)    |
| Хиспаноамериканци | 0 (0,0%)    | 2 (0,5%)    |
| Укупно            | 443         | 400         |